# Carl Goos
August Herman Ferdinand Carl Goos (3. januar 1835 i Rønne – 20. december 1917 i København) var en dansk jurist, professor, minister og politiker.